# Schützenhalle Plettenberg

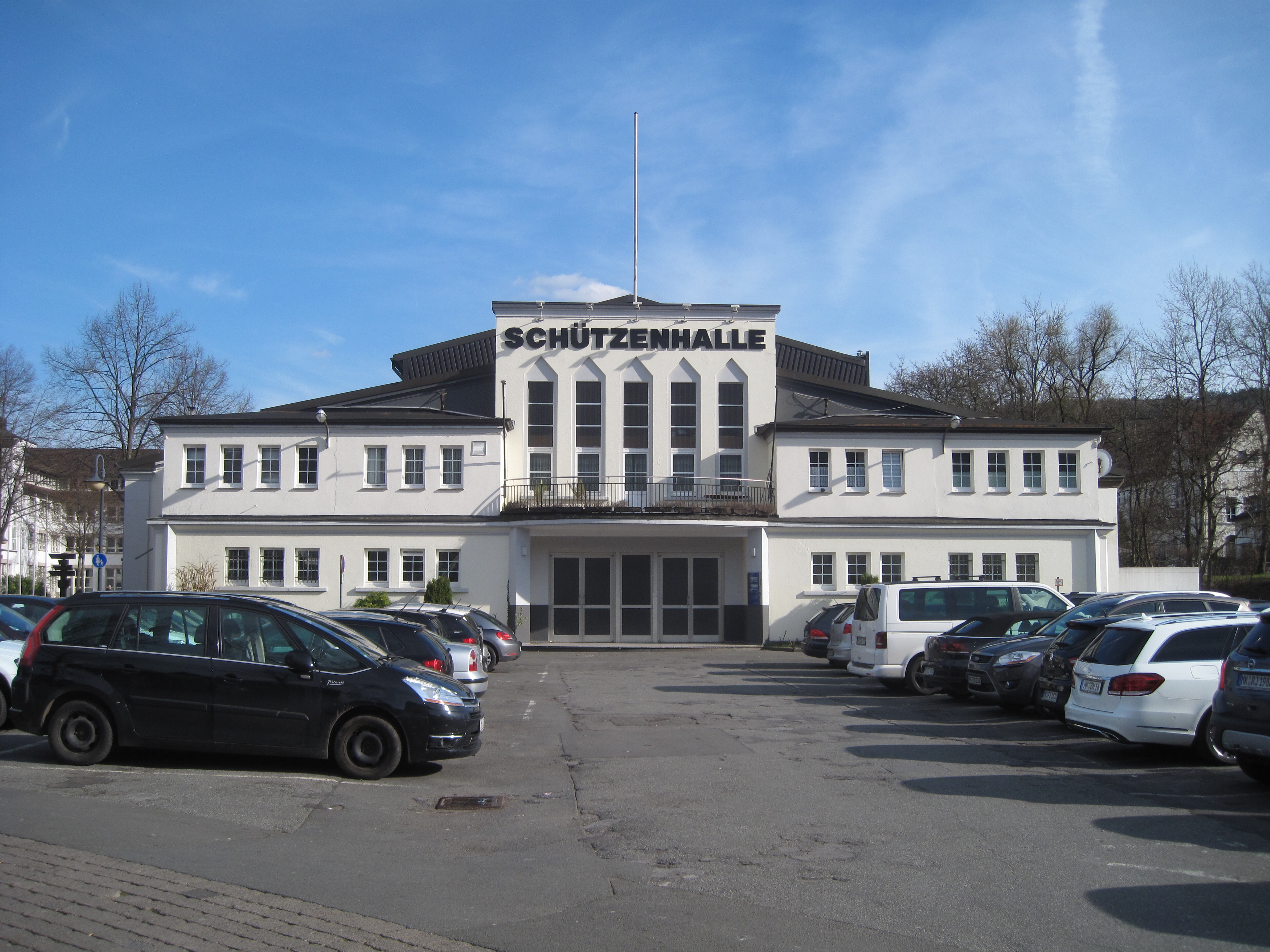
Frontansicht der Schützenhalle im Jahr 2017

Die Schützenhalle Plettenberg im Zentrum von Plettenberg ist der größte Veranstaltungsort der Stadt. Sie wird nicht nur von der für den Bau verantwortlichen Plettenberger Schützengesellschaft 1836 genutzt, sondern besitzt darüber hinaus Bedeutung für das öffentliche Leben als Ort für größere Veranstaltungen. 

## Geschichte

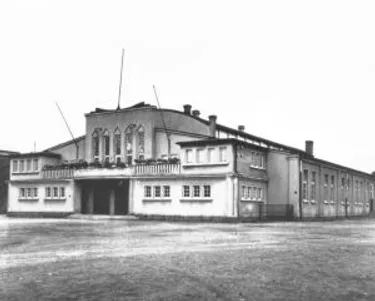
Schützenhalle im Jahr 1928

1881 wurde die erste Schützenhalle eingeweiht. Sie brannte durch Umstände, die nicht bekannt sind, am 11. Februar 1918 bis auf die Grundmauern ab.
Die Grundsteinlegung der heutigen Schützenhalle mit einer Grundfläche von rund 1520 m² erfolgte im März 1927, und am 31. Juli 1927 konnte die Halle feierlich der Schützengesellschaft übergeben werden. Seit 1928 wird dort das Schützenfest der Plettenberger Schützengesellschaft 1836 e. V. abgehalten. 
Nach Beginn des Zweiten Weltkriegs im September 1939 wurde in der Halle zwar ein Reservelazarett eingerichtet, jedoch nicht mit Verwundeten belegt, sodass es am 1. November 1939 wieder freigegeben wurde. Trotzdem fanden in der Folge keine Veranstaltungen mehr statt. Lediglich der Schießbetrieb wurde mit allen zur Verfügung stehenden Mitteln weitergeführt. Die Schützenhalle wurde 1943 von der Organisation Todt in Anspruch genommen und diente im letzten Kriegsjahr deutschen Schwerverwundeten als Lazarett. Bei der Befreiung der Stadt durch die Alliierten erlitt die Halle Schäden durch Flieger- und Artilleriebeschuss und wurde anschließend von den Besatzungsmächten beschlagnahmt. Einrichtungsgegenstände, Tische, Stühle, Geschirr wurden enteignet oder gestohlen. Ab 1949 wurden wieder Veranstaltungen in der Schützenhalle abgehalten.

## Nutzung
Seit der Errichtung wird die Plettenberger Schützenhalle für kulturelle Großveranstaltungen der Stadt wie Versammlungen, Konzerte und Ähnliches genutzt. Daneben dient sie stets als Veranstaltungsort der Schützengesellschaft für das Schützenfest und den Winterball. Die Halle mit zwei festen Thekenbereichen, einer Bühne und Garderobe im Eingangsbereich hat ein Fassungsvermögen von 1000 Personen. 
Bands wie die Höhner und Brings, sowie Komiker wie Rüdiger Hoffmann und Markus Krebs oder die Dartlegenden Phil Taylor und Raymond van Barneveld traten in der Schützenhalle auf.

## Lage und Umfeld
Die Schützenhalle liegt angrenzend an das Rathaus der Stadt Plettenberg. Der Öffentlicher Personennahverkehr bedient die Schützenhalle über den ZOB Grünestraße mit mehreren Buslinien.